# Лэ Цзинъи
Лэ Цзинъи́ (кит. упр. 乐靖宜, пиньинь Lè Jìngyí, род. 19 марта 1975) — китайская олимпийская чемпионка по плаванию, многократная чемпионка мира.

## Биография
Лэ Цзинъи родилась в 1975 году в Шанхае. На Олимпийских играх 1992 года в Барселоне она завоевала серебряную медаль в эстафете 4×100 м вольным стилем, и была 6-й на дистанции в 100 м. В 1993 году она стала чемпионкой КНР на дистанции 100 м, и завоевала 5 золотых медалей на 1-м чемпионате мира по плаванию на короткой воде, установив при этом несколько мировых рекордов. Кроме того, в 1993 году она завоевала две золотые медали Универсиады.
В 1994 году Лэ Цзинъи завоевала четыре золотых медали на чемпионате мира по водным видам спорта в Риме, установив при этом очередной мировой рекорд. В 1995 году на 2-м чемпионате мира по плаванию на короткой воде ей досталось три золотых медали. В 1996 году на Олимпийских играх в Атланте она завоевала одну золотую медаль и две серебряных. В 1997 году Лэ Цзинъи стала обладательницей одной золотой и двух серебряных медалей Игр Тихоокеанского региона, а также взяла две золотые и две бронзовые медали на 3-м чемпионате мира по плаванию на короткой воде.
Несмотря на то, что Лэ Цзинъи не раз выигрывала Олимпийские игры и чемпионаты мира, ей ни разу не удавалось победить на Азиатских играх. В 1994 году на Летних Азиатских играх в Хиросиме Лэ Цзинъи установила рекорд игр на дистанции в 50 м, но была дисквалифицирована за фальстарт; китайская команда завоевала золотую медаль в эстафете 4×100 м вольным стилем, но была лишена её после того, как проба на допинг у Люй Бинь дала положительный результат.
Из-за атлетического телосложения Лэ Цзинъи, как и других китайских спортсменок середины 1990-х, подозревали в использовании стероидов, однако в отличие от других у неё пробы на допинг никогда не давали положительного результата.